# 埃卡尔曹
埃卡尔曹是奥地利下奥地利州根瑟恩多夫县的一个市镇。总面积48.97平方公里，总人口1163人，人口密度23.7人/平方公里（2012年）。